# Complejo de Supercúmulos Piscis-Cetus

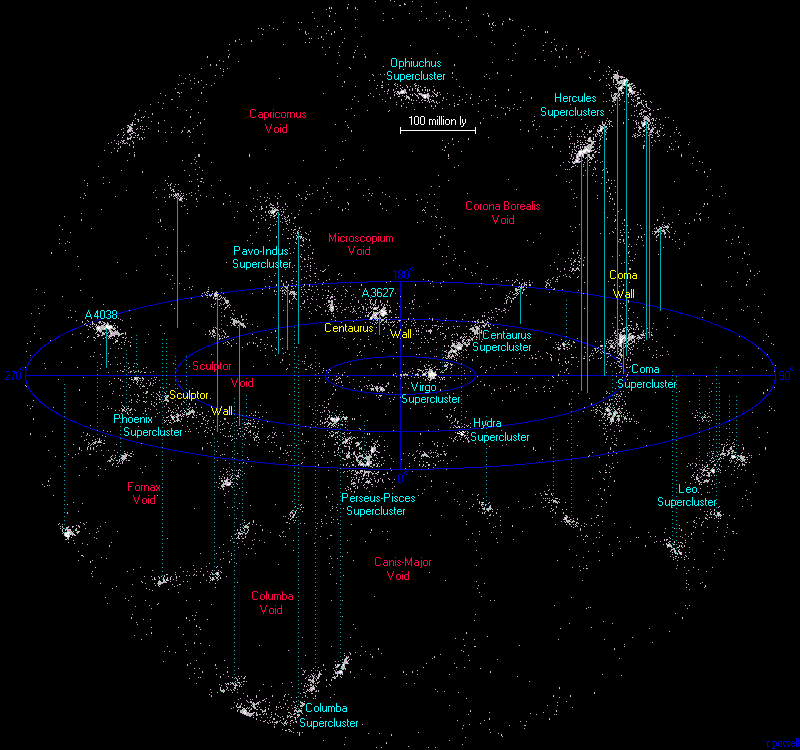
El Complejo Piscis-Cetus se encuentra en el Centro de la imagen, rodeado por otros filamentos de galaxias, Grandes Murallas y otros supercúmulos.

El Complejo de Supercúmulos Piscis-Cetus o Filamento de Piscis-Cetus, es un complejo formado por supercúmulos de galaxias o filamento galáctico, que incluye al Supercúmulo de Laniakea, el cual a su vez contiene al Supercúmulo de Virgo (el supercúmulo en el que se encuentra el Grupo Local que incluye la Vía Láctea).

## Descubrimiento

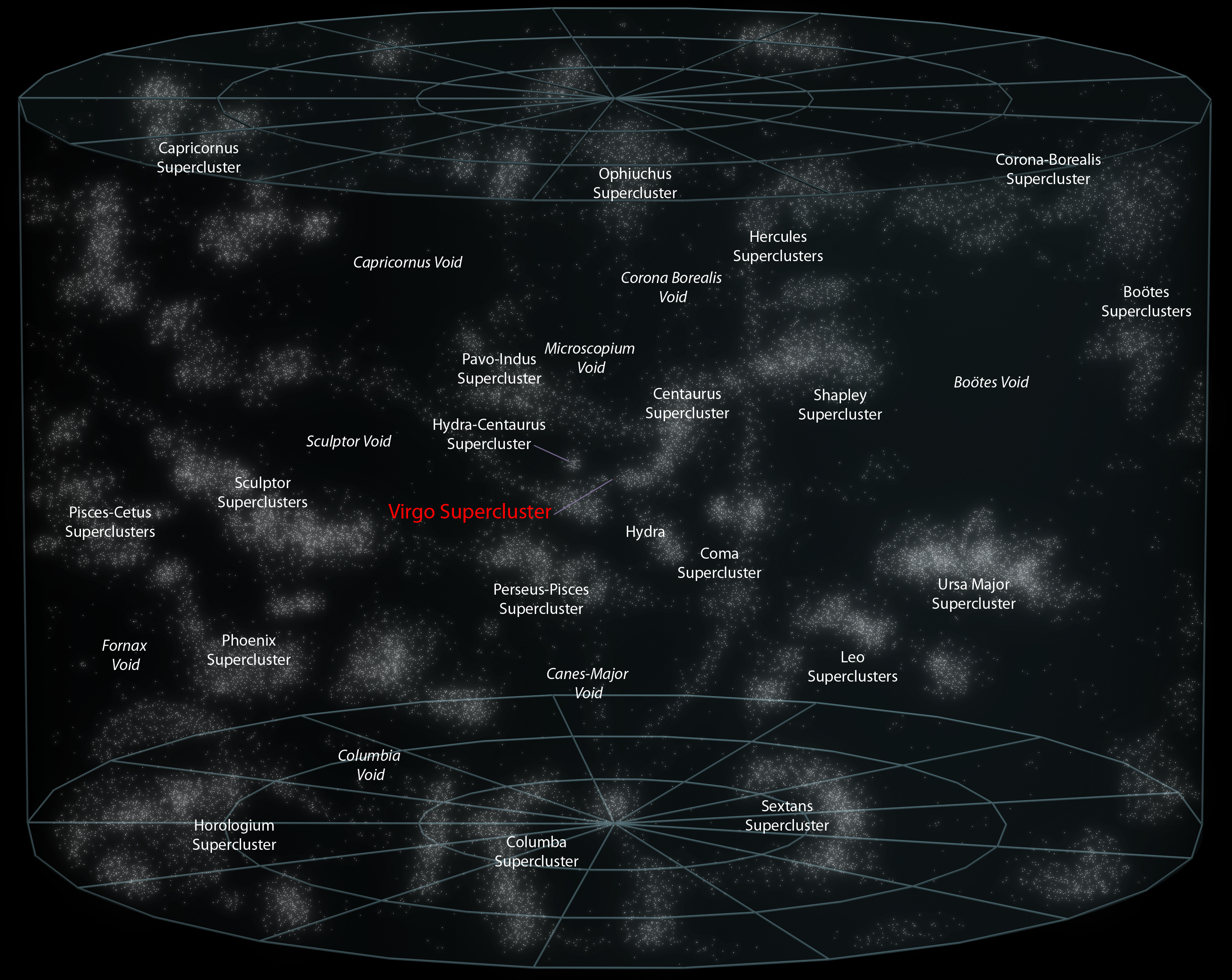
Mapa de los supercúmulos que se encuentran más próximos a nuestro supercúmulo local, el Supercúmulo de Virgo.

El astrónomo R. Brent Tully del Instituto de Astronomía de la Universidad de Hawái identificó parte del complejo por primera en 1987.

## Estructura
El complejo de supercúmulos de Piscis-Cetus se estima en alrededor de 1000 millones de años luz de largo, lo que equivale a 308 megapársecs y 150 millones de años luz de ancho. Es una de las mayores estructuras identificadas hasta ahora en el universo cercano, pero es superado por los 1370 millones de años luz de largo de la Gran Muralla Sloan y ampliamente por los 10 000 millones de años luz de distancia de la Gran Muralla de Hércules-Corona Boreal, la estructura identificada más grande en el universo observable.
El complejo está compuesto por cerca de sesenta supercúmulos y se estima que tiene una masa total de 1018 M☉.
De acuerdo con el descubridor, y posteriores observaciones mas recientes, el complejo se compone de cinco partes:
1. El Supercúmulos Piscis-Cetus
2. La Cadena Perseo-Pegaso, que incluye el Supercúmulo Perseo-Piscis
3. La Cadena Perseo-Piscis
4. La Región del Escultor, que incluye el Supercúmulo del Escultor y el Supercúmulo de Hércules
5. Laniakea, que incluye la Cadena Virgo-Hidra-Centauro, que a su vez incluye el Supercúmulo Hidra-Centauro, Cúmulo de Centaruro, el Supercúmulo Meridional y el Supercúmulo de Virgo, el cual contiene a la Vía Láctea y a todo el Grupo Local entre otros.